# Jacopo Mariani (ottico)
Jacopo Mariani detto il Tordino e il Gonfia (Firenze, ... – dopo il 1703) è stato un ottico italiano del XVII secolo.

## Biografia
Artigiano fiorentino, tornitore di corte di Gian Gastone de' Medici, imparò il tedesco e nel 1675 fu inviato ad Augusta alla scuola del famoso orologiaio Christoph Treffler.
Fu soffiatore di vetro e meccanico del Granduca di Toscana, era ritenuto tra i più bravi artefici del suo tempo. Lavorò anche per l'Accademia del Cimento. È stato spesso confuso con Ippolito Francini (1593-1653), di cui era nipote.
Realizzò telescopi ed è ricordato fra i rinomati costruttori italiani del suo tempo, insieme con Evangelista Torricelli, Giuseppe Campani, Pietro Patroni e lo stesso Ippolito Francini. Fu anche costruttore di termometri.
Nel 1684 rifiniva un quadrante.
Nel 1703, dopo la morte di Vincenzo Viviani, fu ammesso al suo posto come membro dell'Accademia del Cimento.
L'anno di morte non si conosce.